# Iglesia de los Diezmos
La iglesia de los Diezmos (en ucraniano: Десятинна церква (Desyatinna tserkva), en ruso: Десятинная церковь), destruida por completo en el siglo XIII, es considerada como el más antiguo templo cristiano de piedra construido en Kiev, en el territorio Rus de Kiev y en el mundo eslavo oriental (Bielorrusia, Ucrania y Rusia), hecho que le hace ser considerada como un símbolo en la historia de Ucrania.
Fue construida por orden gran príncipe Vladímir el Grande en el mismo lugar donde se produjo la muerte del protomártir Teodoro el Varego y su hijo Juan entre 989 y 996 en conmemoración del bautismo de la Rus de Kiev. El primer nombre que tuvo fue Iglesia de Nuestra Señora por la Dormición de Theotokos. El nombre de  Iglesia de los Diezmos se debe a que para su construcción y mantenimiento el príncipe Vladímir destinó una décima parte de los ingresos estatales.

## Galería

Planta de la iglesia
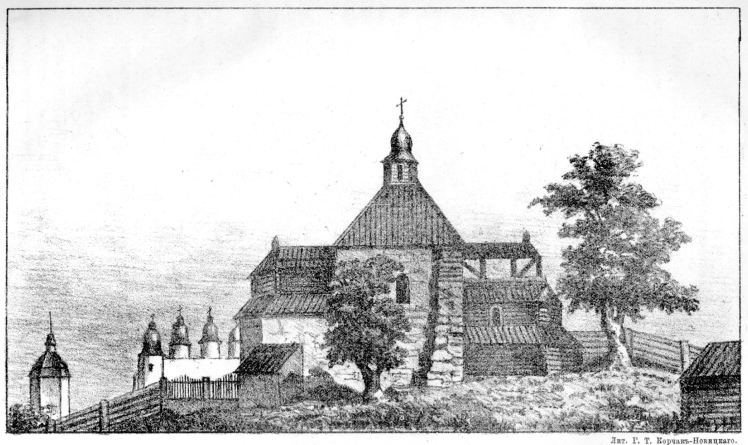
Ilustración de la iglesia construida en el siglo XVII
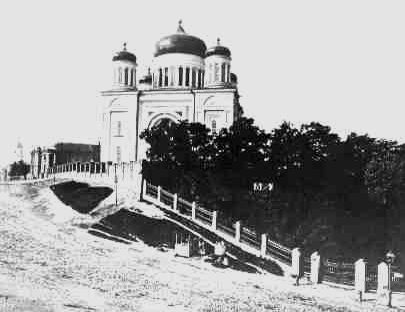
Iglesia del siglo XIX
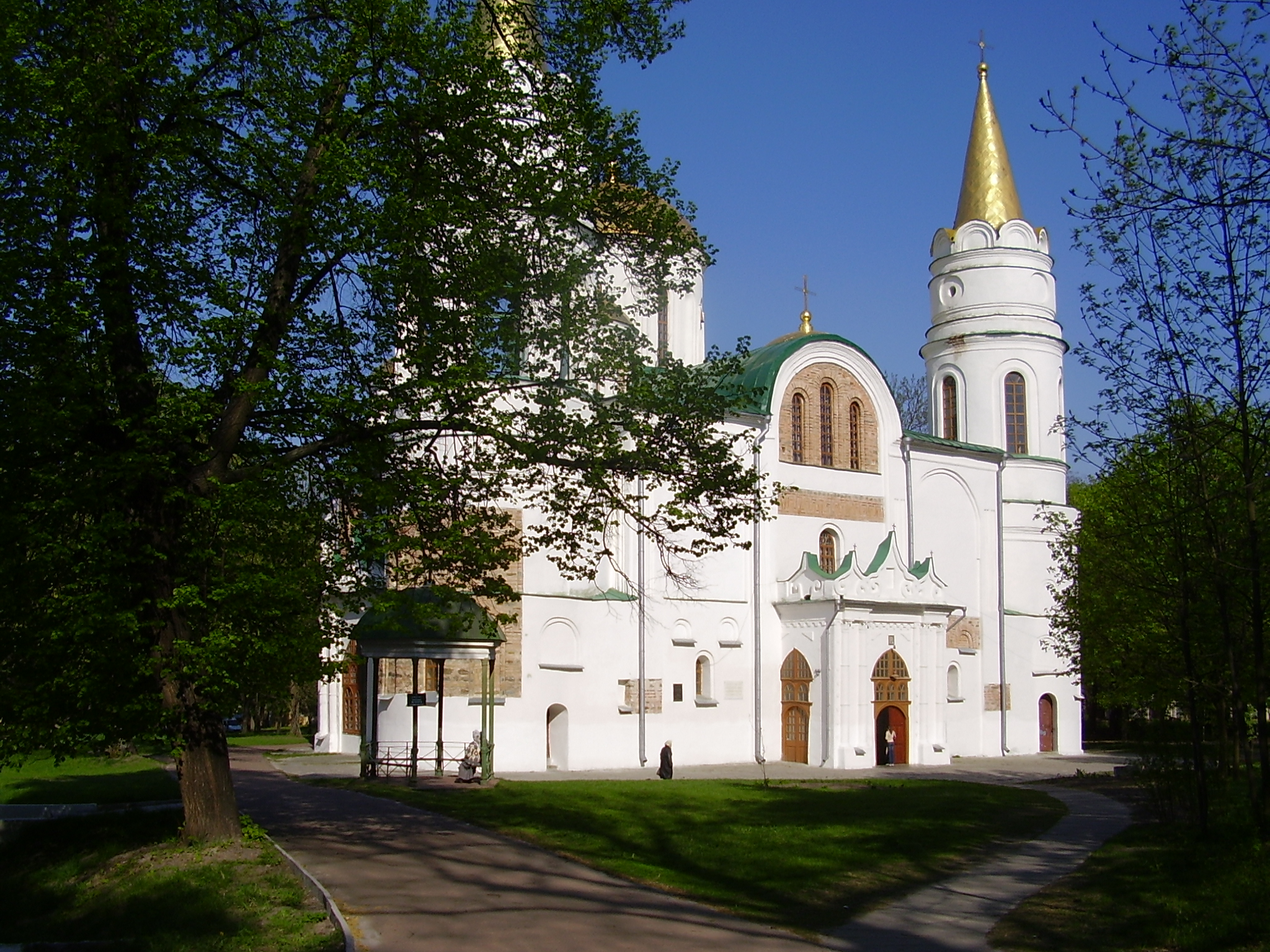
Catedral de la Transfiguración del Salvador